# Thyada barbicornis
Thyada barbicornis là một loài bọ cánh cứng trong họ Cerambycidae.